# Động đất Kashmir 2005
Động đất Kashmir 2005 xảy ra vào lúc 08:50:39 giờ tiêu chuẩn Pakistan ngày 8 tháng 10 năm 2005. Động đất có chấn tâm tại khu vực Kashmir do Pakistan kiểm soát, gần thành phố Muzaffarabad, và cũng tác động đến tỉnh Khyber Pakhtunkhwa của Pakistan. Đo được cường độ của trận động đất theo thang đo mômen là 7,6 và đạt cường độ Mercalli ở mức tối đa là VIII (khốc liệt). Động đất cũng tác động đến các quốc gia xung quanh, có thể cảm nhận được chấn động tại Tajikistan và miền tây của Trung Quốc. Tính nghiêm trọng của thiệt hại do động đất được quy là do địa tầng nâng lên dữ dội.

## Động đất
Khu vực Kashmir do Pakistan kiểm soát nằm trên một khu vực va chạm của các mảng kiến tạo Á-Âu và Ấn Độ. Hoạt động địa chất sản sinh từ va chạm này, dãy Himalaya cũng bắt nguồn từ đó, và đây là nguyên nhân gây ra hiện tượng địa chấn không ổn định trong khu vực. Cục Khí tượng Pakistan ước tính trận động đất có cường độ 8,2 theo thang Richter. Cục Khảo sát Địa chất Hoa Kỳ (USGS) đo cường độ trận động đất ở mức tối thiểu là 7,6 theo thang độ lớn mô men, với chấn tâm cách khoảng 19 km (12 mi) về phía đông bắc của Muzaffarabad, khu vực Kashmir do Pakistan quản lý, và cách 100 km (62 mi) về phía bắc-đông bắc của thủ đô Islamabad.

### Thiệt hại

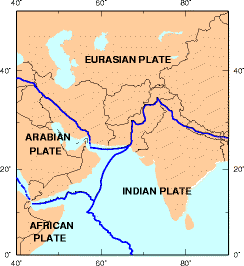
Bản đồ miêu tả các mảng kiến tạo khu vực

Hầu hết sự tàn phá nằm tại miền bắc Pakistan và khu vực Kashmir do Pakistan quản lý. Tại Kashmir, ba huyện chính chịu tác động nghiêm trọng và thủ phủ Muzaffarabad bị ảnh hưởng nặng nhất xét theo thương vong và sức tàn phá. Các bệnh viện, trường học, và các dịch vụ cứu hộ bao gồm cảnh sát và lực lượng vũ trang bị tê liệt. Khu vực hầu như không có cơ sở hạ tầng và thông tin chịu tác động trầm trọng. Trên 70% tổng số thương vong được ước tính xảy ra tại Muzaffarabad. Huyện chịu tác động nhiều thứ nhì là Bagh, huyện này chiếm 15% tổng số thương vong.
Do Thứ Bảy là một ngày học tập bình thường trong khu vực, hầu hết học sinh ở tại trường học khi xảy ra động đất. Nhiều người bị chôn vùi dưới các tòa nhà trường học bị đổ sập. Nhiều người cũng bị mắc kẹt trong nhà của mình, và do đang trong tháng Ramadan nên hầu hết mọi người đang trong giấc ngủ ngắn sau bữa ăn trước bình minh và không có thời gian để thoát ra trong động đất.

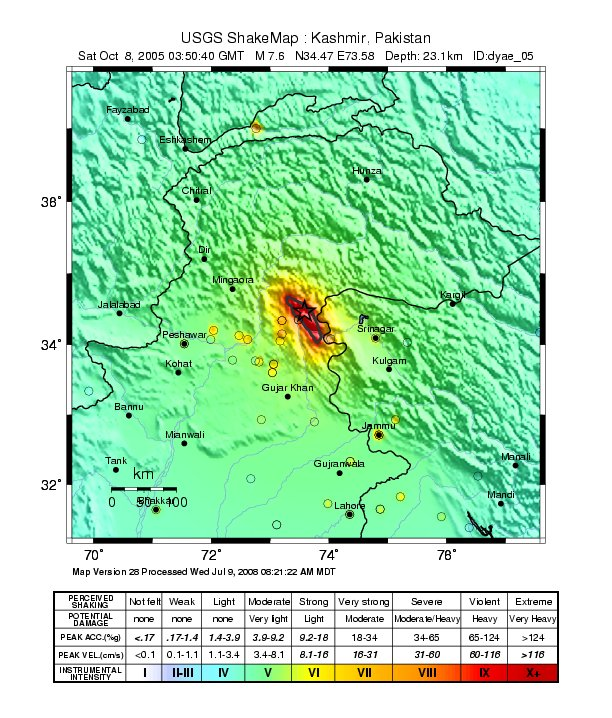
Bản đồ của USGS về sự kiện

"...trong chốc lát, sẽ có hàng loạt người chết nếu chúng ta không lập tức tăng cường các nỗ lực của mình", Kofi Annan nói vào ngày 20 tháng 10 với ám chỉ đến hàng nghìn làng hẻo lánh với các cư dân cần chăm sóc y tế, thực phẩm, nước sạch, và chỗ trú và chưa tiếp cận được 120.000 người còn sống."
Theo Bộ trưởng Nội vụ Pakistan Aftab Ahmad Sherpao, Thủ tướng Shaukat Aziz kêu gọi những người còn sống vào ngày 26 tháng 10 xuống các thung lũng và thành phố để được cứu trợ, do thời tiết xấu, địa hình đồi núi, lở đất và chặn đường bộ gây khó khăn cho những người làm công tác cứu trợ trong việc tiếp cận từng nhà và tuyết mùa đông sắp xuất hiện."
Tại Islamabad, Margalla Towers, một tổ hợp văn phòng trong khu vực F-10, sụp đổ và làm thiệt mạng nhiều cư dân. Bốn người thiệt mạng đượng tường thuật tại Afghanistan, gồm một nữ giới trẻ tuổi tại Jalalabad, sau khi bị tường đổ vào. Có thể cảm nhận được động đất tại Kabul, song tác động tại đó là tối thiểu.
Có nhiều động đất thứ cấp trong khu vực, chủ yếu là tại phía tây bắc của chấn tâm gốc. Tổng cộng đo được 147 dư chấn trong ngày đầu tiên sau trận động đất đầu tiên, trong đó có một trận có cường độ 6,2. Ngày 19 tháng 10, một loạt dư chấn mạnh xảy ra, một trong số đó có cường độ 5,8, xảy ra cách khoảng 65 km (40 mi) về phía bắc-tây bắc của Muzaffarabad. Tính đến ngày 27 tháng 10 năm 2005 đã có trên 978 dư chấn có cường độ từ 4.0 trở lên. Kể từ đó, đo lường từ vệ tinh cho thấy rằng các phần núi thẳng phía trên của chấn tâm cao thêm vài mét, chứng minh rằng dãy Himalaya tiếp tục cao thêm, và rằng trận động đất này là một hậu quả của nó.

## Phản ứng
Phản ứng nhân đạo quốc gia và quốc tế với cuộc khủng hoảng diễn ra trên quy mô rộng. Trong giai đoạn đầu, các lực lượng y tế, kỹ thuật, hàng không, bộ binh của Pakistan đóng vai trò quan trọng. Afzal, Imtiaz, và Javid là những người lãnh đạo cơ cấu của họ. Farrukh Seir chịu trách nhiệm điều phối cứu trợ ngoại quốc. Đầu năm 2006, Chính phủ Pakistan tổ chức một hội nghị các nhà tài trợ để huy động tiền cho tái thiết và phát triển khu vực. Tổng cộng 6,2 tỷ USD được cam kết và một lượng lớn tiền được giải ngân theo các điều khoản liên quan đến các dịch vụ của các tổ chức phi chính phủ quốc tế với mức chi trả cao. Phần còn lại của khoản tiền đã cam kết được giao cho Chính phủ Pakistan nhằm tái chiết và phát triển, được sử dụng bởi một cơ quan tái thiết mang tên Cơ quan Tái thiết và Khôi phục Động đất, do chính phủ quân sự đương thời lập nên. Cơ quan này bị chỉ trích nhiều vì chi tiêu xa xỉ không dành cho phát triển và thống kê dối trá. Cơ sở hạ tầng cơ bản, bao gồm chăm sóc y tế, giáo dục, hệ thống đường bộ, cung cấp nước, quản lý chất thải và các nhu cầu cơ bản khác, vẫn kém phát triển và không đạt tình trạng như trước khi động đất.
Trên 5,4 tỷ USD (400 tỷ rupee Pakistan) viện trợ đến từ khắp thế giới. Các trực thăng của Thủy quân lục chiến và Lục quân Hoa Kỳ đóng tại quốc gia láng giềng Afghanistan nhanh chóng bay đến cứu trợ khu vực chịu tàn phá cùng với năm máy bay trực thăng CH-47 Chinook của Không quân Hoàng gia Ạnh được triển khai từ Anh. Năm điểm qua lại được mở trên Tuyến kiểm soát (LOC) giữa Ấn Độ và Pakistan nhằm tạo thuận tiện cho dòng cứu trợ nhân đạo và y tế đến khu vực chịu tác động, và các đội viện trợ từ các nơi khác của Pạkistan và toàn thế giới đến khu vực để hỗ trợ cứu trợ.